# Ayano Ōmoto
Ayano Ōmoto (大本 彩乃 Ōmoto Ayano?), även känd under artistnamnet Nocchi, född 20 september 1988 i Fukuyama, är en japansk sångerska och dansare.

## Karriär
Ayano Ōmoto har varit medlem i den japanska tjejgruppen Perfume tillsammans med Yuka Kashino och Ayaka Nishiwaki sedan år 2001 då hon ersatte den utgående medlemmen Yuka Kawashima.

## Diskografi

### Studioalbum
- Game (2008)
- Triangle (2009)
- JPN (2011)
- LEVEL3 (2013)
- Cosmic Explorer (2016)